# 65
65 (LXV, na numeração romana) foi um ano comum do século I, do Calendário Juliano, da Era de Cristo, teve início a uma terça-feira e terminou também a uma terça-feira, e a sua letra dominical foi F.
| Ano completo                       |
| ---------------------------------- |
| Ano comum com início à terça-feira |

## Eventos
- Neste ano, deveria ser realizada a 211a olimpíada; mas o imperador Nero adiou a olimpíada por dois anos, para que ela fosse realizada quando ele estivesse visitando a Grécia.[1]
- Termina a reforma do Templo de Jerusalém, patrocinado pelo rei Agripa.[2]
- Agripa remove Jesus, filho de Gamaliel como sumo sacerdote de Israel e coloca, em seu lugar, Matias, filho de Teófilo.[2]
- Flávio Josefo recebe presentes da imperatriz Popeia e retorna para a Judeia, onde encontra vários sinais de rebelião, que ele tenta conter.[2]
- Géssio Floro, procurador da Judeia, abusa tanto a sua autoridade que os judeus pedem a volta de Albino, porque Albino era perverso em privado, mas Floro era em público.[2]
- Segundos Jogos Quinquenais, instituídos por Nero em 60, e vencidos pelo imperador.[2]
- Nero assassina sua esposa Popeia com um chute.[2]

### Atos dos Apóstolos
- Após dois anos de captividade, Paulo é libertado em Roma, e ensina o Evangelho nesta cidade. Possivelmente ele viajou até a Ásia, vivendo com Philemon em Colosse.[2]
- Paulo prega em Creta, e deixa Tito para organizar a igreja local.[2]
- Paulo visita Éfeso e deixa Timóteo lá; em seguida, vai à Macedônia e fica um tempo com os Filipenses.[2]
- Paulo escreve a Primeira Epístola a Timóteo, a Segunda Epístola a Timóteo e a Epístola a Tito.[2]

## Mortes
- Popeia, esposa de Nero e grávida, morta após levar um chute de Nero.[2]
- 30 de abril - Lucano, poeta e filósofo latino (n. 39)
- Lúcio Aneu Sêneca, filósofo, escritor e estadista romano (n. 4 a.C.)